# Остерман-Толстой Олександр Іванович
Остерман-Толстой Олександр Іванович (рос. Александр Иванович Остерман-Толстой, 19 січня 1772 - 11 лютого 1857, Женева) — генерал від інфантерії (1817), герой французько-російської війни 1812 року.

## Біографія
Олександр Іванович Толстой народився в сім'ї генерала Івана Матвійовича Толстого (1746-1808), мати якого була дочкою графа Андрія Остермана  - дипломата, сподвижника Петра І. Дід по батьковій лінії - генерал-аншеф Матвій Толстой, по материнській лінії - генерал-поручик Ілля Бібіков. Катерина II дозволила молодому Толстому в 1796 році прийняти титул, прізвище та герб роду графів Остерманів від його бездітних двоюрідних дідів - Федора і Івана Остермана.
Олександра Толстого за звичаями того часу з самого раннього віку записали на військову службу в лейб-гвардії Преображенський полк. До 14-річного віку він за вислугою років значився прапорщиком. Бойову службу розпочав з 1788 року у російсько-турецькій війні, перебував в армії князя Потьомкіна. Брав участь в 1790 році під командуванням Суворова в штурмі Ізмаїла, нагороджений за хоробрість орденом Св. Георгія 4-го кл. З 1793 року служив в Бузькому єгерському корпусі, сформованому М. І. Кутузовим  - чоловіком його тітки Катерини Іллівни Бібікова.
У лютому 1798 року Остерман-Толстой, прийнявши на той час графський титул і прізвище Остерман, отримав звання генерал-майора у віці 28 років і призначений шефом Шліссельбургського мушкетерського полку. Павло I недолюблював наближених Потьомкіна. Вже через 2 місяці Остерман-Толстой змушений був залишити військову службу і перейти на цивільну з чином дійсного статського радника. Повернувся в армію після смерті Павла. З початком воєн проти Наполеона в 1805 році - в гущі бойових дій. У 1806 році отримав звання генерал-лейтенанти.
27 січня (8 лютого) 1807 року брав участь в битві при Ейлау. Командуючи 2-ю дивізією і всім лівим флангом російської армії, він зумів стримати удар на його позиції корпусу Даву і став по суті рятівником всієї армії. Навесні того ж року на території Пруссії розгорнулися військові дії проти корпусу маршала Нея, який прагнув відрізати росіян від Кенігсберга. 24 травня авангард Багратіона, куди входила дивізія Остермана-Толстого, прийняв удар переважаючого в числі ворога. У цьому бою Остерман був поранений в ногу кулею навиліт. У жовтні 1810 року Остерман, змучений раною, домігся відставки з правом носіння мундира, але відразу ж повернувся до лав війська з початком війни 1812 року.
Під час війни він командував 4-м піхотним корпусом в 1-й Західної армії Барклая-де-Толлі, відзначився під Острівний і при Бородіно. У Бородінській битві Остерман-Толстой брав участь в боях на батареї Раєвського, був контужений, але через кілька днів повернувся в стрій.
У кампанію 1813 року Остерман-Толстой прославив своє ім'я 17 серпня у частині 1-ї Гвардійської піхотної дивізії (полки лейб-гвардії Преображенський, Семенівський, Ізмайловський, Єгерський) в блискучому бою під Кульмом, де отримав важке осколкове поранення лівої руки. Руку довелося ампутувати майже по плече прямо на полі бою, хірургічним столом служив барабан. Граф мужньо, без єдиного стогону витримав болісну процедуру. На співчуття він відповів «Бути пораненому за Вітчизну вельми приємно, а що стосується лівої руки, то у мене залишається права, яка мені потрібна для хреста, символу віри в Бога, на якого вважаю всю мою надію».
Остерман повернувся до Петербурга на початку 1814 року і відразу ж був призначений генерал-ад'ютантом Олександра I . На цій посаді перебував до самої смерті імператора. У 1815 році призначений шефом своєї улюбленої частини - лейб-гвардії Павловського полку, залишаючись на цій посаді до 1825 р., багато зробивши для облаштування та побуту Павловців. У 1816 році призначений командиром гренадерського корпусу. У серпні 1817 роки отримує чин генерала-від-інфантерії, але його здоров'я після важких ран було настільки підірвано, що він в тому ж році звільняється від командування корпусом і звільняється в безстрокову відпустку, хоча продовжує числитися на військовій службі.
На початку 1820-х років Остерман-Толстой жив в Петербурзі в своєму будинку на Англійській набережній. Під час придушення повстання декабристів в 1825 році деякі повсталі офіцери (Д. Завалишин, Н. Бестужев і В. Кюхельбекер) сховалися в будинку Остермана-Толстого на Англійській набережній. У числі декабристів виявилися родичі Остермана; він клопотав за пом'якшення покарання для них, але безуспішно.
Після вступу на престол Миколи I Остерман-Толстой поїхав в Італію, не порозумівшись з новим імператором. У 1828 році Остерман пропонував йому свої послуги на час турецької кампанії, але запрошення не надійшло.
Остерман оселився в Женеві. Його кабінет прикрашали портрети Олександра I і бойових товаришів. Вони служили йому живим нагадуванням славного минулого.
Зі смертю О. І. Остермана-Толстого під час відсутності його законних дітей знову міг перерватися рід Остерману. Знамените прізвище мав прийняти племінник графа, засуджений декабрист Валеріан Михайлович Голіцин, але він і його діти були відновлені в правах лише в 1856 році.
30 січня (11 лютого)  1857 рік Остерман-Толстой помер від паралічу в легенях, в Женеві у віці 86 років. У травні того ж року його тіло відправлено в родовий маєток, село Червоне Рязанської губернії Сапожковского повіту і там перепоховали в Троїцькій церкві. У 1863 році право успадкування прізвища, титулу і майорату Остерману «за височайшим твердженням» отримав син В. М. Голіцина - Мстислав, який став іменуватися «князь Голіцин граф Остерман».

## Особисте життя
Був одружений з жовтня 1799 року на фрейліні княжні Єлизаветі Олексіївні Голіциній (1779-24.04.1835), одній з найбагатших наречених Росії, дочці генерал-майора князя Олексія Борисовича Голіцина, молодшій сестрі графині Марії Олексіївни Толстой, дружини П. А. Толстого. За словами графа Ф. П. Толстого, графиня Остерман-Толстая в «молодості була мініатюрна, досить цікава, від природи недурна і добра істота, але з усіма примхами і дивацтвами наших знатних і багатих панянок вищого кола того часу». Будучи жінкою «хворобливого статури», часто хворіла і проводила багато часу за кордоном, з 1818 року жила в маєтку Ільїнське під Москвою. Її сімейне життя не склалося, дітей не було. Графиня своїми «ревнощами не давала спокою чоловікові», що було небезпідставно. За словами князя В'яземського, графиня одного разу приїхала в Париж шукати полегшення у лікарів. Чоловік був тоді в Італії, але через непередбачені серцевим обставини змушений був теж приїхати в Париж; він переховувався тут під чужим ім'ям і зі своєї потаємної засідки продовжував листуватися з дружиною з Італії. Графиня Остерман мала великий вплив в суспільстві, її «любили дуже багато, поважали всі і разом з тим боялися, високо цінуючи її думку». Померла в 1835 році від водяної хвороби у Штутгарті, похована в Москві в Донському монастирі.
У 1822 році Остерман-Толстой поселив у себе свого далекого родича, відомого російського поета Федора Тютчева, сім'я якого давно дружила з Остерманом. Подейкували, що саме Тютчев познайомив Остермана-Толстого з молодою вдовою італійкою графинею Марією Лепрі, яка народила графу трьох дітей, які взяли прізвище Остерфельд: Ніколаса Остерфельд (1823-49), Катерину (в шлюбі Ошандо) (1825-44) і Агрипина (в шлюбі де Бюде) (1827-87). За спогадами І. І. Лажечникова Остерман видав її з багатим приданим за співвітчизника, але дітей залишив собі, дав їм гарне виховання і забезпечив.
Остерман-Толстой останні роки жив у будинку дочки Агрипини та її чоловіка Шарля де Бюде в женевському передмісті Пті-Сакон (фр. Le Petit-Saconnex). Граф в кінці життя перебував практично на утриманні зятя. Стан його поступово зійшов нанівець. Ніяких коштів з Росії Остерман-Толстой не отримував, не дивлячись на те, що законні спадкоємці князі Голіцини повністю розпоряджалися доходами від його маєтків. В результаті Олександр Іванович не залишив ніякого заповіту, тому що крім боргів нічого не мав. Його поховали на невеликому місцевому кладовищі.
На згадку про те, що знаменитий герой війни 1812 року колись спочивав в женевській землі, 16 лютого 2006 року з ініціативи російських дипломатів на кладовищі Пті-Сакон в Женеві була відкрита меморіальна дошка. У 2011 році до 250-річчя Троїцької церкви села Червоного Сапожковського району Рязанської області перед входом до храму прикріпили дошку, де перераховані представники російської гілки Остерманів, захоронені в усипальниці, включаючи Остермана-Толстого.
У Швейцарії, Франції, Великій Британії та інших країнах досі живуть нащадки полководця. Вони шанують пам'ять свого знаменитого предка, бережуть його особисті речі, документи, бойові нагороди.

## Нагороди
- Орден Святого апостола Андрія Первозванного (1835);
- Орден Святого Георгія 2-го кл. (19.08.1813, № 52) - «За поразку французів в битві при Кульме 17 і 18 серпня 1813 року»;
- Орден Святого Георгія 3-го кл. (08.01.1807, № 137) - «У відплату отлічнаго мужності і хоробрості, наданих в битві 14 грудня під час Пултуську проти французьких військ, де, командуючи лівим флангом корпусу, розсудливими розпорядженнями підкріпив загін генерал-майора Багговута, на який ворог мав сильний напад »;
- Орден Святого Георгія 4-го кл. (25.03.1791, № 827 (440)) - «За відмінну хоробрість, надану при штурмі фортеці Ізмаїла, з винищенням колишньої там армії»;
- Орден Святого Володимира 1-го ступеня. (1813);
- Орден Святого Володимира 2-го ступеня (07.03.1807);
- Орден Святого Олександра Невського (1812);
- Алмазні знаки до Ордену Святого Олександра Невського (1813);
- Орден Святої Анни 1-й ст. (1807);
- Золота шпага «За хоробрість» з алмазами (1807);
- Прусський Орден Чорного орла (1807);
- Прусський Орден Червоного орла (1807);
- Прусський Кульмський хрест (1813);
- Австрійський Військовий орден Марії Терезії, командорський хрест (1813);